# Coscinia vernetensis
Coscinia vernetensis är en fjärilsart som beskrevs av Charles Oberthür 1911. Coscinia vernetensis ingår i släktet Coscinia och familjen björnspinnare. Inga underarter finns listade i Catalogue of Life.